# Rod Mason
Rod Mason (Plymouth, 28 september 1940 -  Neuss 8 januari 2017) was een Britse trompettist, kornettist en zanger in de oldtime jazz.

## Biografie
Mason speelde trompet en kornet in de jazzband van zijn vader. Vanaf 1959 was hij lid van de band van Cy-Laurie en vanaf 1962 was hij actief in de Monty Sunshine Band. Een aangezichtsverlamming dwong Mason andere mondstukken te gebruiken, waardoor de bandbreedte van zijn spel zich kon vergroten. In 1965 richtte hij zijn eerste eigen band op. Vanaf 1970 speelde hij in de Paramount Jazzband van Acker Bilk en in 1973 begon hij een groep met Ian Wheeler. Met musici als Brian Lemon, Dick Wellstood en Bob Wilber maakte hij talrijke opnames voor het label Riff. Vanaf 1980 speelde Mason in de Dutch Swing College Band. In 1985 richtte hij een nieuwe groep op, waarmee hij verschillende albums opnam voor Timeless Records en regelmatig door Europa toerde. Digby Fairweather noemde Mason "een trompettist van wereldklasse […] met een fenomenale veelzijdigheid en onbegrensd uithoudingsvermogen en het beangstigende vermogen te klinken zoals Louis Armstrong.“ Mason woonde met zijn vrouw in Kaarst en overleed in het ziekenhuis in Neuss.

## Discografie
- By the Beautiful Sea (1970)
- Golden Hour of Mr. Acker Bilk
- Rod Mason - Ian Wheeler (1974)
- Rod Mason featuring Bad Joke (1975)
- Giants of Jazz (1976)
- Salute to Satchmo (1976)
- Dogging’ Around in Dixie (1976)
- Dr. Jazz (1976)
- Good Companions (1977)
- Meet Me Where They Play the Blue (1977)
- Jazz at the Strathallan (1977)
- Carry me Back (1978)
- Great Having You Around (1978)
- Stars Fell on Alabama (1979)
- After Hours at the North Sea Jazz Festival (1979)
- Six for Two (1979)
- The Last Concert (1979)
- Digital Dixie (1981)
- Digital Dutch (1982)
- Come Back, Sweet Papa (1984)
- Jazz Holiday (1985)
- The Pearls (1986)
- Rod Mason Hot Five (1986)
- Rod Mason’s Hot Music (1988)
- Rod Mason and his Hot Five featuring Angela Brown 1990
- Top 8 - Jazz Gala (1990)
- I love Jazz (1992)
- Ian Wheeler at Farnham Meltings (1993)
- 10 Years Rod Mason’s Hot Five - Things We Have Done for Jazz (1994)
- Merry Christmas (1994)
- Red Sails in the Sunset (1999)
- 100 Years Louis Armstrong 2000